# Sven Jonasson
Sven Jonasson (* 9. Juli 1909 in Borås; † 17. September 1984 in Varberg) war ein schwedischer Fußballspieler und -trainer. 2003 wurde er in die Hall of Fame des schwedischen Fußballs aufgenommen.

## Laufbahn

### Vereinskarriere
Jonasson begann seine Karriere in seiner Heimatstadt bei IK Ymer, ehe er zu IF Elfsborg wechselte, für die er in der Allsvenskan spielte. Seit seinem Debüt am 11. September 1927 spielte er in 344 aufeinanderfolgenden Spielen ohne Unterbrechung, Rekord in der schwedischen Liga. Insgesamt bestritt er bis zu seinem Karriereende 1946 410 Erstligaspiele für den Verein, dabei gelangen dem Stürmer 252 Tore, ebenfalls Rekord der Spielklasse. 1934 und 1936 wurde er Torschützenkönig, 1936, 1939 und 1940 jeweils schwedischer Meister.
Von 1952 bis 1954 war er Trainer seines Stammvereins in der Allsvenskan.

### Nationalmannschaft
Zwischen 1932 und 1940 spielte Jonasson 42 Länderspiele für Schweden. Er hat dabei 20 Tore erzielt. 
Jonasson war Teilnehmer an den Weltmeisterschaften 1934, bei der Schweden im Viertelfinale an Deutschland scheiterte, und 1938, bei der erst im Halbfinale gegen Ungarn Schluss war und man das Spiel um Platz 3 mit 2:4 gegen Brasilien verlor. Ihm gelangen insgesamt drei Weltmeisterschaftstreffer.
Jonasson nahm auch am Fußballwettbewerb der Olympischen Spiele 1936 teil. Allerdings schied Schweden bereits in der ersten Runde mit einer 2:3-Niederlage gegen Japan aus.